# Paul Reynard
Pour les articles homonymes, voir Reynard (homonymie).
Paul Reynard, né le 3 octobre 1927 et mort le 28 octobre 2005, est un artiste-peintre, professeur de dessin et peinture, instructeur des mouvements de Gurdjieff, et coprésident de la Fondation Gurdjieff à New York.